# Gentrification

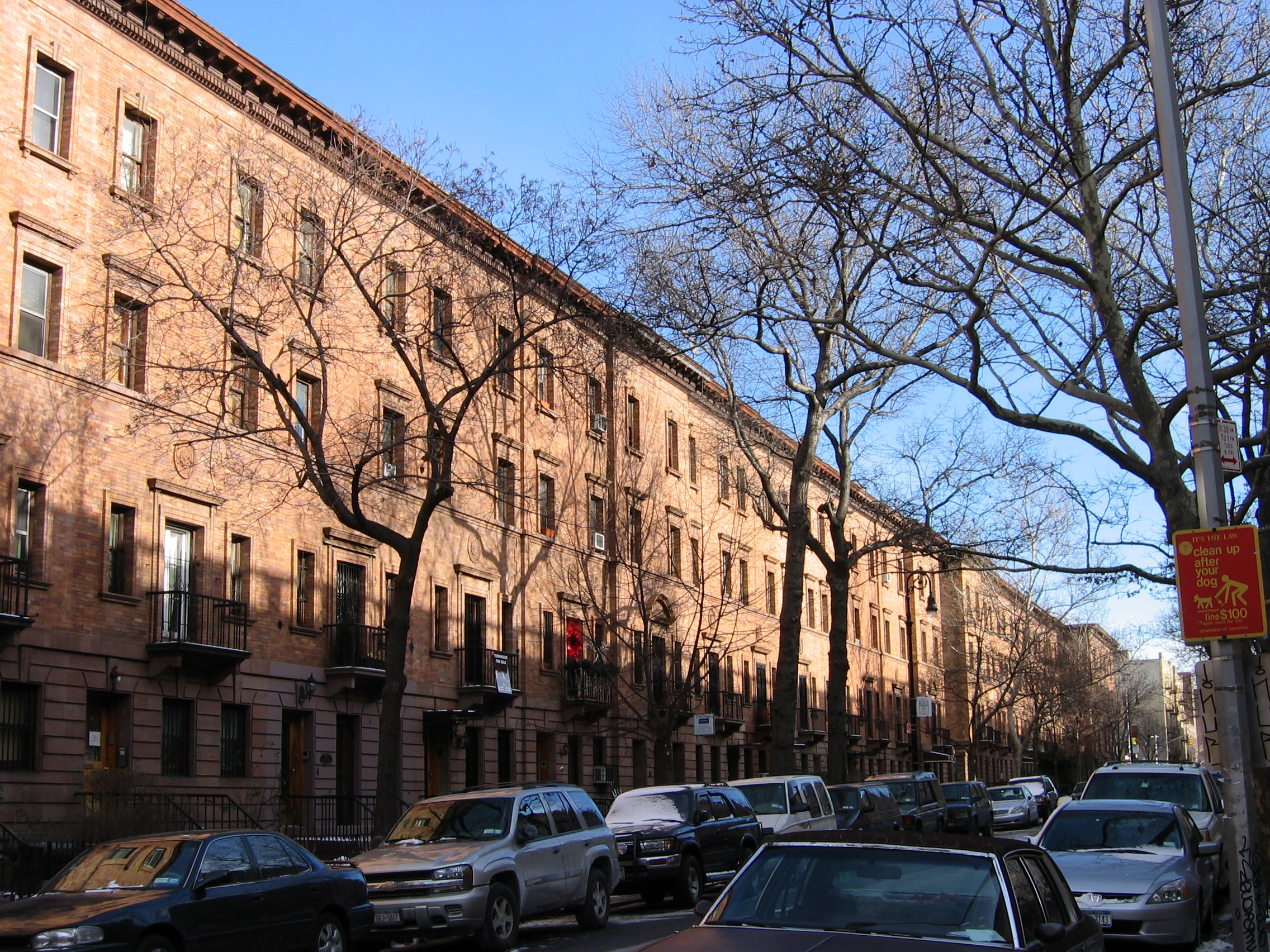
Le quartier de Harlem à New York, anciennement un ghetto afro-américain défavorisé, est aujourd'hui réapproprié par les classes aisées.

La gentrification, mot issu de l'anglais gentrification — en français québécois embourgeoisement ou, notamment dans la presse, boboïsation (du terme bobo) — désigne « les transformations de quartiers populaires dues à l’arrivée de catégories sociales plus favorisées qui réhabilitent certains logements et importent des modes de vie et de consommation différents ».
Cette expression est employée pour la première fois par la sociologue Ruth Glass dans son ouvrage London: Aspects of Change, étudiant dans les années 1960 les processus par lesquels les populations les moins favorisées de Londres étaient chassées de certains quartiers tandis que s'y créaient de véritables ghettos de la classe aisée.
Le concept a par la suite été repris, développé et approfondi partout au Royaume-Uni ainsi qu'aux États-Unis. Ce n'est qu'au début des années 2000 que le terme « gentrification » apparaît dans les milieux académiques français.
Le processus de gentrification résulte de l’accroissement de l’intérêt porté à un certain espace. Les premiers « gentrifieurs » peuvent appartenir à des communautés d’artistes aux faibles revenus, ce qui contribue à l’attractivité du quartier. Ensuite, diverses étapes de hausse des investissements dans le secteur immobilier par les acteurs privés et publics conduisent au développement économique du quartier, à une augmentation de l’attractivité des commerces et une baisse du taux de criminalité. Par ailleurs, la gentrification peut entraîner des migrations de population.

## Histoire

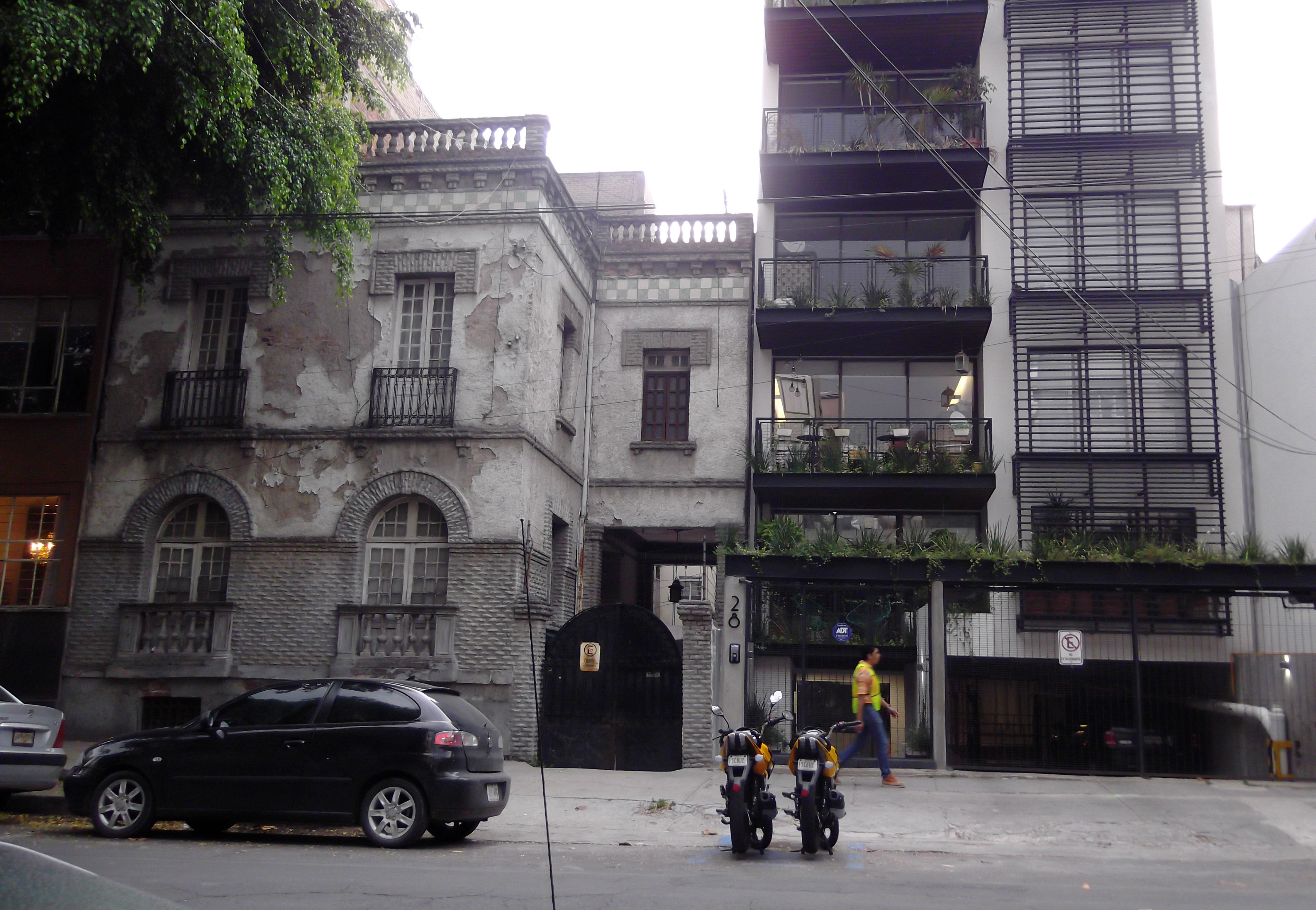
Des bâtiments endommagés du début du XXe siècle à côté d'un lotissement de luxe à Mexico

Dès le IIIe siècle, la Rome antique voit le remplacement de petites boutiques par des grandes villas. En 1939, Hoyt théorise que « les riches reviennent rarement sur leurs pas, pour retrouver les logements obsolètes qu'ils avaient abandonnés ». Dans les années 1940 et 1950, les villes évoluent de façon linéaire vers un modèle suburbain.
Le terme de « gentrification » naît dans les années 1950. Dans la décennie suivante, Ruth Glass définit le concept plus en détail et en 1964, pour la première fois, elle l'utilise dans le sens actuel du terme : l'influx des classes moyennes remplaçant les ouvriers dans les quartiers urbains. Elle s'appuie pour cela sur l'étude d'Islington, un quartier gentrifié de Londres. Elle utilise ce mot pour qualifier un phénomène jusque-là qualifié de « renouveau » ou de « renaissance » des quartiers, des expressions à forte connotation positive. En utilisant le terme de gentrification, Glass propose la prise en compte de l'appropriation des lieux par la « gentry », la petite noblesse britannique.
Le concept est popularisé pendant les années 1970 et 1980, débuts de la gentrification massive des métropoles dans l'Amérique du Nord, l'Australie et l'Europe. Le phénomène reste cependant marginal en comparaison avec la suburbanisation et le déclin des centres-villes. Chris Hamnett définit en 1984 la gentrification comme « un phénomène à la fois physique, économique, social et culturel. La gentrification implique en général l'invasion de quartiers auparavant ouvriers ou d'immeubles collectifs en dégradation par des groupes de classes moyennes ou aisées et le remplacement ou le déplacement de beaucoup des occupants originaux de ces quartiers. Cela implique la rénovation ou la réhabilitation physique de ce qui était auparavant un stock de logements très dégradés et son amélioration pour convenir aux besoins des nouveaux occupants. Au cours de ce processus, le prix des logements situés dans les quartiers concernés, réhabilités ou non, augmente fortement. Un tel processus de transition des quartiers implique en règle générale un certain degré de transformation des statuts d'occupation, de la location à la propriété occupante. » La gentrification inclut donc une transformation de la population d'un quartier, mais également des logements qu'on y trouve et des flux économiques qui y passent. En 2003, Hamnett définit la gentrification comme un processus complexe incluant une amélioration des résidences, un glissement de la location vers la propriété, une augmentation des coûts et le déplacement ou remplacement de la classe ouvrière par les classes moyennes.
Selon Christophe Guilluy, ce sont non seulement les classes populaires mais encore les classes moyennes qui doivent quitter progressivement les métropoles occidentales. À Paris, la part des cadres et des professions intellectuelles passe de 24,7 % de la population active en 1982 à 46,4 % en 2013, de 15 à 32,6 % à Lyon, de 14,7 à 30,9 % à Toulouse.
Une autre facteur de gentrification peut provenir de l'écologisation des aménagements, il s'agit du phénomène d'éco-gentrification. Des auteurs comme Sarah Dooling et Isabelle Anguelovski ont largement contribué à la recherche sur ce sujet. Leurs travaux montrent comment les projets de verdissement urbain, tels que la création de parcs et de jardins communautaires, peuvent entraîner une augmentation des valeurs immobilières, provoquant le déplacement des résidents à faible revenu au profit de populations plus aisées, modifiant ainsi la dynamique socio-économique des quartiers.

## Mécanisme de gentrification

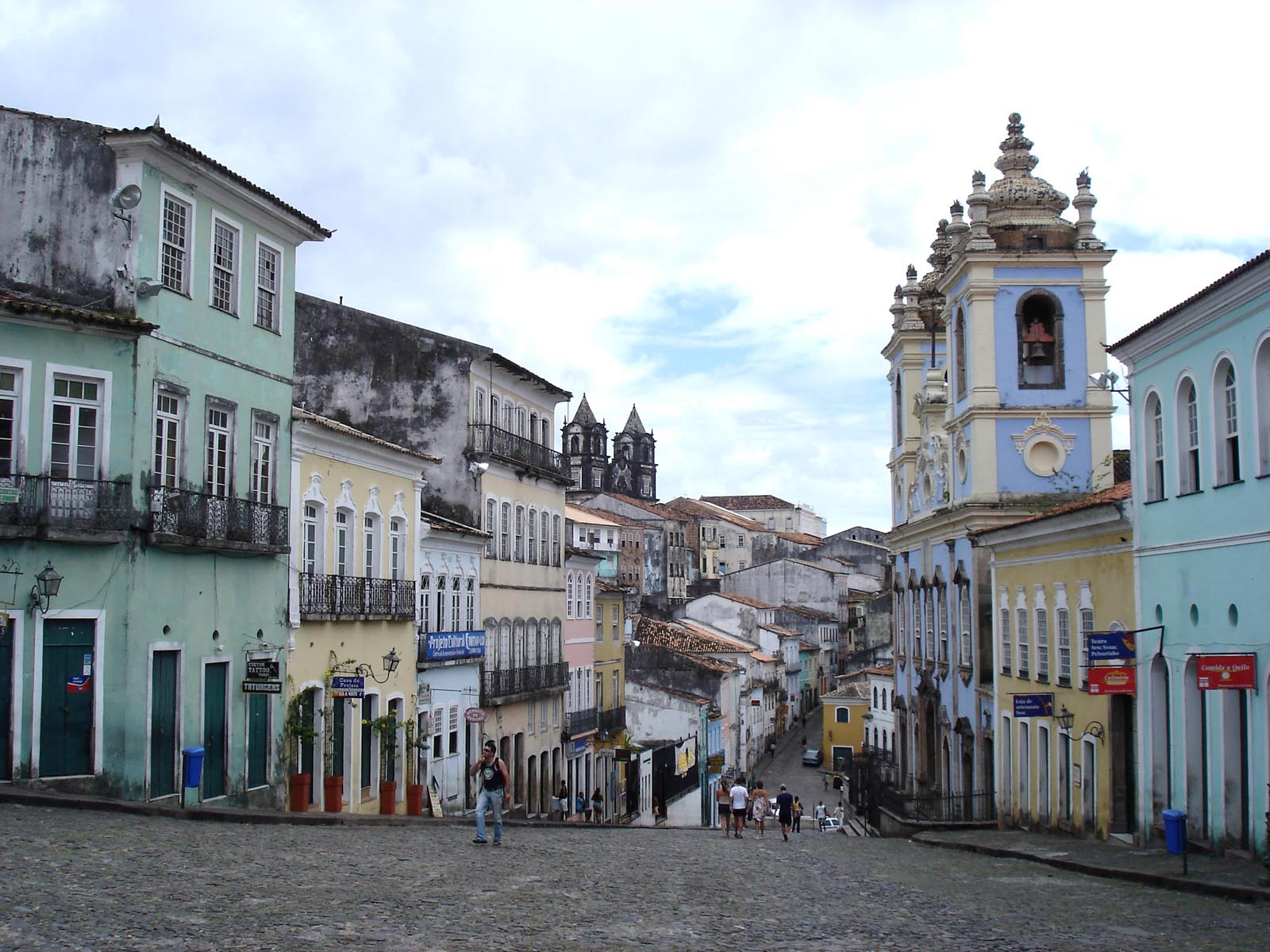
Le centre historique de Salvador de Bahia est un lieu de gentrification.

La gentrification, qui est le contraire de la paupérisation, est un type particulier de transformation des villes par l’embourgeoisement de quartiers urbains populaires. Elle se démarque par deux mouvements simultanés, d'appropriation de l'espace par des classes aisées en parallèle avec la dépossession du lieu au détriment des classes populaires ou de populations racisées.
Les « gentrifieurs » typiques sont aisés, qualifiés, employés dans le secteur tertiaire ou encore travailleurs indépendants. Par conséquent, ils sont disposés à investir dans un bien immobilier. Il s’agit souvent de personnes seules ou de jeunes couples sans enfant qui n’ont donc pas de revendications en matière d’accès à l’éducation. Les « gentrifieurs » sont généralement à la recherche de logements peu coûteux proches de leur lieu de travail et habitent souvent déjà dans le centre-ville, soit parce qu’ils y étudiaient, soit parce qu’ils ne souhaitent pas déménager en périphérie. Ainsi, la gentrification n’est pas tant le résultat d’un retour vers le centre-ville, qu’un moyen d’y rester.
Le « gentrifieur » type a des préférences en matière de consommation. Par conséquent, son installation dans un quartier entraine une rapide expansion des restaurants, magasins et lieux de divertissement considérés comme branchés. Holcomb et Beauregard décrivent ces populations comme étant attirées par les prix bas et les modes de vie non conventionnels.
Le mécanisme de gentrification suit quelques mécaniques récurrentes, mais chaque quartier a ses spécificités qui peuvent changer cette chronologie. Le quartier est habituellement d'abord fréquenté par des artistes, puis des ménages achètent et rénovent eux-mêmes des logements. Voyant ces rénovations et la présence des artistes, des entreprises immobilières plus classiques s'intéressent alors au quartier.

## Causes de la gentrification

### Polarisation des flux économiques
La gentrification est une illustration de la concentration des espaces dynamiques dans l'espace à partir des années 1980. Certains espaces des grandes métropoles concentrent d'énormes ressources, par exemple la City de Londres, la Défense à Paris ou encore Wall Street à New York : une situation très propice à la gentrification est la présence de quartiers ouvriers à côté de ces quartiers d'affaires. Les employés des espaces économiques dynamiques préfèrent ces quartiers, vus comme des bons investissements par rapport aux quartiers riches déjà hors de prix ou aux périphéries trop éloignées des lieux de travail.
La gentrification est une conséquence directe, pour certains sociologues, de la division internationale du travail : l'émergence des villes globales crée une nouvelle hiérarchie urbaine.

### Bonne image des quartiers populaires
L'image des quartiers populaires est également valorisée dans l'imaginaire collectif. S'installer dans des quartiers populaires montre le soutien à des valeurs comme la mixité sociale et le multiculturalisme, des idéologies généralement considérées comme positives et souhaitables.

### Politiques d'urbanisme
Les politiques publiques évoluent à partir des années 1980 pour soutenir l'aménagement de territoire et, directement ou indirectement, la gentrification. Des politiques de ce genre peuvent être la construction publique de résidences pour classes moyennes dans des quartiers où le privé immobilier ne veut pas encore investir, l'amélioration des infrastructures publiques pour les conformer aux attentes d'une population plus aisée ou, plus directement, des actions visant à combattre l'expression de la pauvreté comme la fermeture des squats ou la chasse contre la prostitution de rue. D'un autre côté, les pouvoirs publics peuvent mener des politiques limitant cette gentrification, par exemple en encadrant la hausse des loyers.

## Conséquences de la gentrification

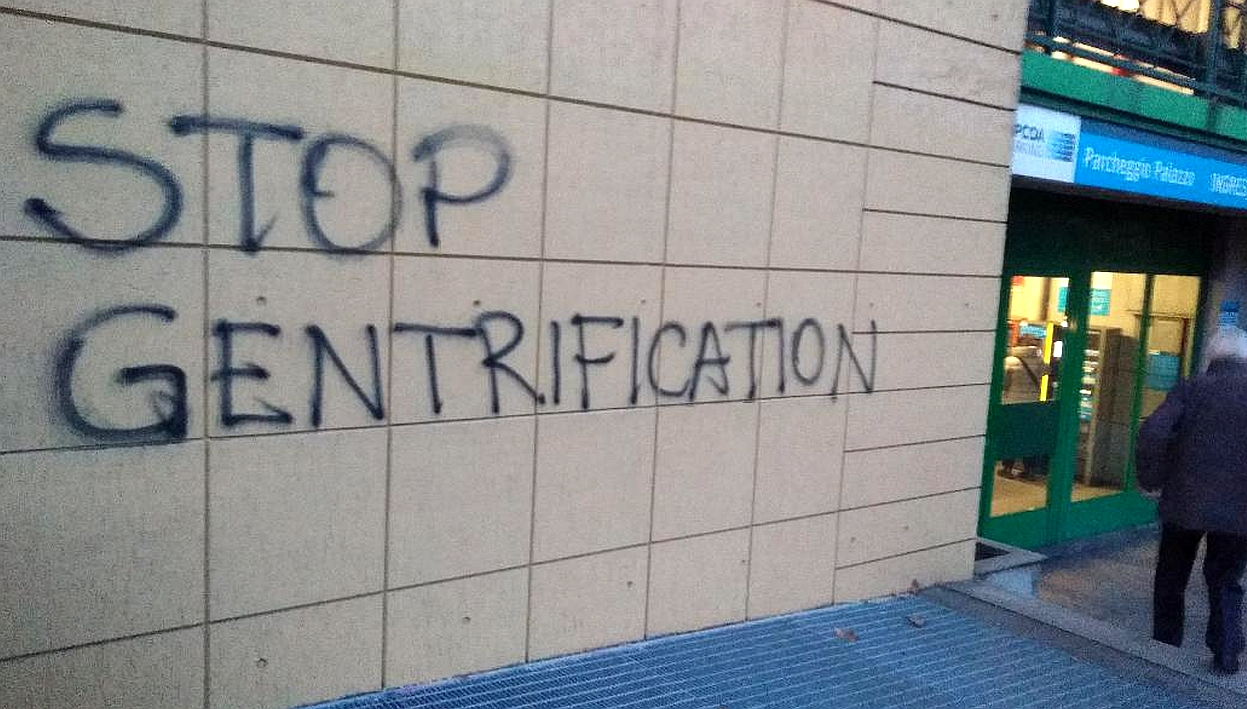
« STOP GENTRIFICATION » : graffiti à Turin dans le quartier de Porta Palazzo

La gentrification est souvent considérée d'abord d'un bon œil, comme une solution à certains problèmes auxquels doivent faire face les politiques urbaines ; elle peut cependant aussi être vue comme un problème dès lors qu'elle mène à une ségrégation spatiale accrue.

### Économie locale
Des commerces plus branchés ouvrent leurs portes dans les quartiers gentrifiés, tandis que les espaces en friche deviennent des destinations de loisirs ou des nouvelles zones résidentielles. Les quartiers reprennent de leur vitalité, marquant un arrêt de l'abandon résidentiel par les classes moyennes et un rétablissement de la fiscalité locale. En parallèle, ils tendent à nuire au parc résidentiel ouvrier des quartiers concernés, qui se transforment en « parcs de jeux pour la bourgeoisie ».
Au sein des quartiers gentrifiés, certains types de commerces sont préférés. En Europe, la gentrification passe souvent par le maintien voire le renouveau des commerces de proximité dans les grandes villes, la création de lieux culturels et de divertissement, ainsi que le regain d’intérêt pour les marchés,. À l'inverse, à New York, la gentrification tend à éliminer les petits commerces indépendants du centre-ville au profit de grandes chaînes ou de boutiques de luxe, seules enseignes à pouvoir payer des loyers en forte augmentation.
Les mutations économiques entrainées par la gentrification apparaissent souvent comme bénéfiques pour les municipalités. En effet, l’afflux de « gentrifieurs » étend l’assiette de l’impôt local et profite aux commerces du quartier. C’est pourquoi les politiques urbaines font souvent référence à la gentrification comme étant un processus bénéfique. La diminution de la part de logements inoccupés et l’augmentation du coût de la propriété qui accompagnent le processus peuvent permettre de stabiliser les quartiers en difficulté. Aux États-Unis, la gentrification permet ainsi de redonner de l’intérêt au centre urbain, qui apparaît alors comme une alternative résidentielle à la banlieue.
Tandis que les personnes propriétaires de leur logement dans les zones en cours de gentrification vont bénéficier de la hausse des prix du logement, les personnes qui louent leur logement, au contraire, ne vont pas avoir de réelle compensation à leur évincement du quartier.
L'arrivée de commerces destinés à des populations au pouvoir d'achat supérieur à celui de la population habitant de longue date dans le quartier crée des effets de pression économique. Ces nouvelles boutiques conduisent en effet à l'augmentation du prix des loyers commerciaux, occasionnant la fermeture de nombreux magasins issus du tissu commercial hérité du quartier. Dans un quartier tel que Brixton à Londres, ayant accueilli pendant longtemps les descendants de l'immigration jamaïcaine, les conséquences sociales de cette gentrification se couplent à des tensions raciales et des phénomènes de ségrégation. Ce sont notamment les boutiques dédiées à la communauté jamaïcaine qui peinent à résister à la pression exercée par les nouveaux commerces destinés à une petite bourgeoisie majoritairement blanche. Une recomposition socio-raciale du quartier est alors notable, puisque des logiques de ségrégation viennent s'ajouter à la réorganisation sociale et économique du quartier. De rues commerçantes cossues jusqu'à l'intérieur des immeubles, des disparités se créent et des espaces se distinguent, créant une division sociale, économique et raciale de l'espace.
Ces pressions dépendent toutefois de la vitesse de la gentrification. Les pays Anglophones présentent un nombre relativement important de propriétaires plus mobiles. Les pays germanophones ont quant à eux une part de locataires plus importante, qui jouent un rôle beaucoup plus fort dans les municipalités, coopératives, ou syndicats. La gentrification y est donc plus lente et la mixité sociale plus importante.

### Logements et flux de populations
Les bâtiments augmentent en qualité : ils peuvent être rénovés ou rasés et reconstruits à neuf. Avec l'amélioration des conditions de vie dans le quartier, les loyers augmentent souvent fortement. Les commerces populaires sont remplacés par des commerces de luxe plus adaptés à la nouvelle population installée. Les personnes originaires du quartier doivent souvent déménager, ne pouvant plus se permettre d'y vivre avec la hausse des coûts.
Le déplacement des populations à faibles revenus résultant de la gentrification a été un enjeu central pendant des décennies. L’une des théories les plus communes est que l’arrivée de populations aisées dans des quartiers plus pauvres entraîne une augmentation du prix du logement, ce qui pousse les plus pauvres à quitter le quartier. Bien qu’il soit évident que la gentrification contribue à l’augmentation du prix du foncier, de nombreuses études montrent que dans certaines circonstances, elle peut avoir des effets bénéfiques comme une baisse du taux de criminalité, ou encore une amélioration de l’économie locale. La gentrification a été encouragée par les municipalités, souvent sous la forme de politiques urbaines de restructuration. L’objectif de ces politiques est notamment de disperser les résidents aux faibles revenus du centre-ville vers la banlieue, de favoriser les mobilités centre-périphérie, et de valoriser les banlieues comme option résidentielle.
Par exemple, une étude de 2016 démontre que près de 10 000 familles hispaniques ont dû partir de Pilsen à Chicago (Illinois), qui était à l’origine un quartier d’immigrants d’Europe de l’Est, devenu en majorité mexicain dans les années 1970. Avec la gentrification, des populations plus aisées ont emménagé dans la zone. En effet, Chicago dans son ensemble a connu un processus de gentrification et de migration de population rapide dans la décennie précédente. Quand des populations jeunes et blanches, souvent aisés, emménagent dans des quartiers mexicains, les groupes ethniques qui vivaient originellement dans le quartier sont poussés à partir, du fait de l’augmentation des prix des loyers. Pour certains, la gentrification conduit ainsi à la réduction du capital social des zones qu’elle affecte. Les communautés qui y vivent ont un lien fort avec l’identité et l’histoire du quartier, et les disperser peut avoir un effet négatif.

### Mixité sociale
Pour Anne Clerval, la mixité sociale valorisée dans les discours des gentrifieurs ne serait qu’une stratégie de distinction sociale visant à les distinguer des populations vivant dans les quartiers bourgeois. Selon Anne Clerval, l’installation des gentrifieurs dans des quartiers historiquement populaires serait en réalité subie : les gentrifieurs sont en effet des personnes appartenant à la « petite bourgeoisie intellectuelle », qui n’ont pas les moyens de s’installer dans les beaux quartiers, mais qui tiennent néanmoins à rester dans le centre-ville. Les populations plus aisées qui s’installent dans les quartiers populaires se mélangent effectivement peu à la population du quartier. Elles peuvent adopter des stratégies d’évitement, en refusant, par exemple, d’inscrire leurs enfants dans l’école publique de quartier.
Selon Jacques Lévy, la mixité sociale serait utile en ce qu’elle « rend la société visible à elle-même ». Les gentrifieurs auraient donc un rôle bénéfique de « défaiseurs de ghetto ». En choisissant de s’installer dans des quartiers populaires, ils contribueraient à l’ouverture du centre-ville et à son rayonnement, en permettant d’enrayer la dynamique du communautarisme dans les quartiers populaires.

### Filmographie
- Dans 10 jours ou dans 10 ans de Gwenaël Breës, Belgique, 2008
- À qui appartiennent les villes ? de Claudia Dejá, Allemagne, Arte TV, 2011
- Les Indésirables : film sur la « destruction » de la rue de la République à Marseille, Patrick Taliercio, 2008
- In Jackson Heights de Frederick Wiseman, sorti en France le 23 mars 2016
- Mon toit, ma ville, mes droits de Angelika Levi, Arte TV, 2014
- Main basse sur Pepys Road, mini série de 3 épisodes de 58 min. d'Euros Lyn, adaptée du roman de John Lanchester
- La France en face de Jean-Robert Viallet et Hugues Nancy, 2013